# Dimitri Lauwers
Dimitri « Doum » Lauwers, né le 30 avril 1979 à Liège, en Belgique, est un joueur belge naturalisé italien de basket-ball. Il évolue aux postes de meneur et d'arrière.